# Церква Святих Бориса і Гліба (Вишгород)
Церква Святих Бориса та Гліба — чинна церква, у неоросійському стилі («Синодалки») другої половини XIX століття у місті Вишгород Київської області. Після закриття комуністами недіюча протягом 1929-1941, 1943-1998 років. Основні ушкодження припали на сталінські часи й німецько-радянську війну. Реконструйована протягом 1993-1998 років. Парафія належить до Київської Митрополії Православної Церкви в Україні. Настоятелем церкви Свв Бориса і Гліба, відповідно до Указу Митрополита Київського і Всієї України Блаженнішого Епифанія призначено протоієрея, доктора з богослів'я, професора Віталія Клоса.

## Розташовання
Церква Святих Бориса та Гліба знаходиться на високому мисі, в межах давньоруського городища Вишгорода X-XIII століть, на території Вишгородського історико-культурного заповідника. 

## Передісторія
Після того, як 1240 року Монгольським військом була зруйнована кам'яна церква, декілька разів на її місці було встановлено дерев'яну. Свідоцтва про першу таку церкву датуються 1614 роком. Наступна церква була зведена у 60—80-х роках XVII століття. Існують припущення, що вона була зруйнована у 1662 році при розоренні кримськотатарським військом Київських земель під час Московсько-польської війни. Вона проіснувала приблизно до 1744 року, коли було зведено третю дерев'яну три-купольну церкву.

## Нова церква

### Історія
У 1852 році Височайшим наказом «О приведении в устройство православных церквей в казенных имениях западных губерний» Міністерству державних маєтностей Російської Імперії в західних губерніях було доручено підготувати для ремонту і відбудови православні храми, на що у 1845 були асигновані гроші. У 1860 році колишню дерев'яну церкву Бориса і Гліба було розібрано, а в 1861 на фундаменті історичної церкви розпочалося будівництво мурованого храму. На його побудову було виділено 8333 рублі, які були отримані від казни та пожертвувань парафіян. Через недостатню кількість коштів нова церква виявилася меншою за історичну і зайняла лише половину первісного фундаменту. Архітектором став Костянтин Тон, який виконав проект у русько-візантійському стилі. Остаточно будівництво та оздоблювальні роботи були завершені у 1862 році і 17 липня того ж року храм був освячений. Через брак коштів будівництво відхилилось від проекту: замість п'яти куполів був зведений один, з трьох абсид залишилась одна. Після завершення будівництва Вишгородській церкві від Покровської був переданий іконостас. У 1863 році була зведена дзвіниця.
Метричні книги, клірові відомості, сповідні розписи церкви св. Бориса і Гліба с. Вишгород (приписне с.* Валки) XVIII ст. - Київської сот. і п., з 1781 р. Київського пов. і нам., з 1797 р. Київського пов. і губ., XIX ст. - Старопетрівської волості Київського пов. Київської губ. зберігаються в ЦДІАК України http://cdiak.archives.gov.ua/baza_geog_pok/church/vysh_001.xml [Архівовано 17 грудня 2018 у Wayback Machine.]

### Опис екстер'єру

Зовнішній вигляд церкви Бориса і Гліба у 30-х роках XX століття

Церква мала витягнуту вздовж хрестоподібну форму і складалася з нави, гранованої абсиди та притвору до якого примикала дзвіниця. Довжина церкви за центральною навою була 34 м, ширина — 12 м, а висота від фундаменту до хреста — 21 м. Дах притвору був односхилий, нави — чотирьохсхилий, абсиди — п'ятисхилий, виконаний з листового заліза. Дзвіниця була виконана триярусною з високим гранованим шатром. Верхній ярус був декорований кілеподібним кокошником. На ньому розміщувалися дзвони до яких вели дерев'яні сходи. Всього дзвонів було п'ять, найбільший з яких важив близько 650 кг. Вхід до дзвіниці здійснювався через тамбур, який був добудований з часом.
Церква з дзвіницею мали чотири входи: по одній з південної і західної сторони, та дві з північної, одна з яких була «вівтарною». Вікна нижнього ярусу були більшими за верхні, що надавало ілюзію більшої висоти. Вікна були обрамовані прямокутною лиштвою. Нава була декорована чергуванням високих та звужених лопаток. Стіни церкви та дзвіниці не були оштукатурені.

### Опис інтер'єру
Церква мала два престоли. Головний — на честь святих Бориса і Гліба, та невеликий боковий, з правого боку чільної частини храму — в ім'я архангела Михаїла. Великі арки, розташовані у східній та західній частинах нави, забезпечували належну відкритість інтер'єру в напрямку поздовжньою осі. На гранях восьмерика були розміщені вікна для освітлення центральної частини храму. Середня частина храму мала по п'ять вікон з південної та північної частини, нартекс — по два вікна з кожної сторони. Вівтарна частина була одноярусною, з трьома вікнами — одним з північно-східної сторони і двома з південно-східної — закритих залізними ґратами.
Прихожа частина храму була відділена від середньої дугуватою кам'яною аркою. В зимовий період ця частина відокремлювалася скляною перебіркою і слугувала теплою церквою. Також в ній розміщувалася пічка. У 1880 році ця частина була пофарбована олійною фарбою. На вході в нартекс, з правої сторони, була розміщена ікона Стрітення Господнього, з лівої — зображення святого Бориса Володимировича в повний зріст, виконане на полотні у дерев'яній рамі; на стелі, виконане на полотні у дерев'яній рамі, було розміщено зображення Бога Отця. На правій стороні солеї, побіля стіни, розміщувалась зроблена під мармур гробниця, на якій були зображені святі Борис і Гліб.
На дугоподібному куполі середньої частини храму розміщувалось полотно із зображенням Святої Трійці. Вище, всередині ліхтаря — великих розмірів зображення святих князів Володимира і Ольги — з східного боку, та святі Борис і Гліб — з західного. На чотирьох кутах нижньої частини куполу були зображенні чотири євангелісти. Стіни цієї частини храму були вкриті олійною фарбою світло-блакитного кольору.
Вівтар був відділений від середньої частини храму дугуватою стіною. В ньому розташовувався престол, по обох боках якого були розміщені ікони із зображенням чотирьох новозавітних пророків на північній стороні, та чотирьох апостолів — на південній. У великому кіоті на горному місці розміщувалась ікона Спаса Вседержителя з Божою Матір'ю і Іваном Хрестителем, чиї голови були вкриті срібними коронами. Під цим кіотом були розміщені скрині, призначені для церковного приладдя.

### Іконостас

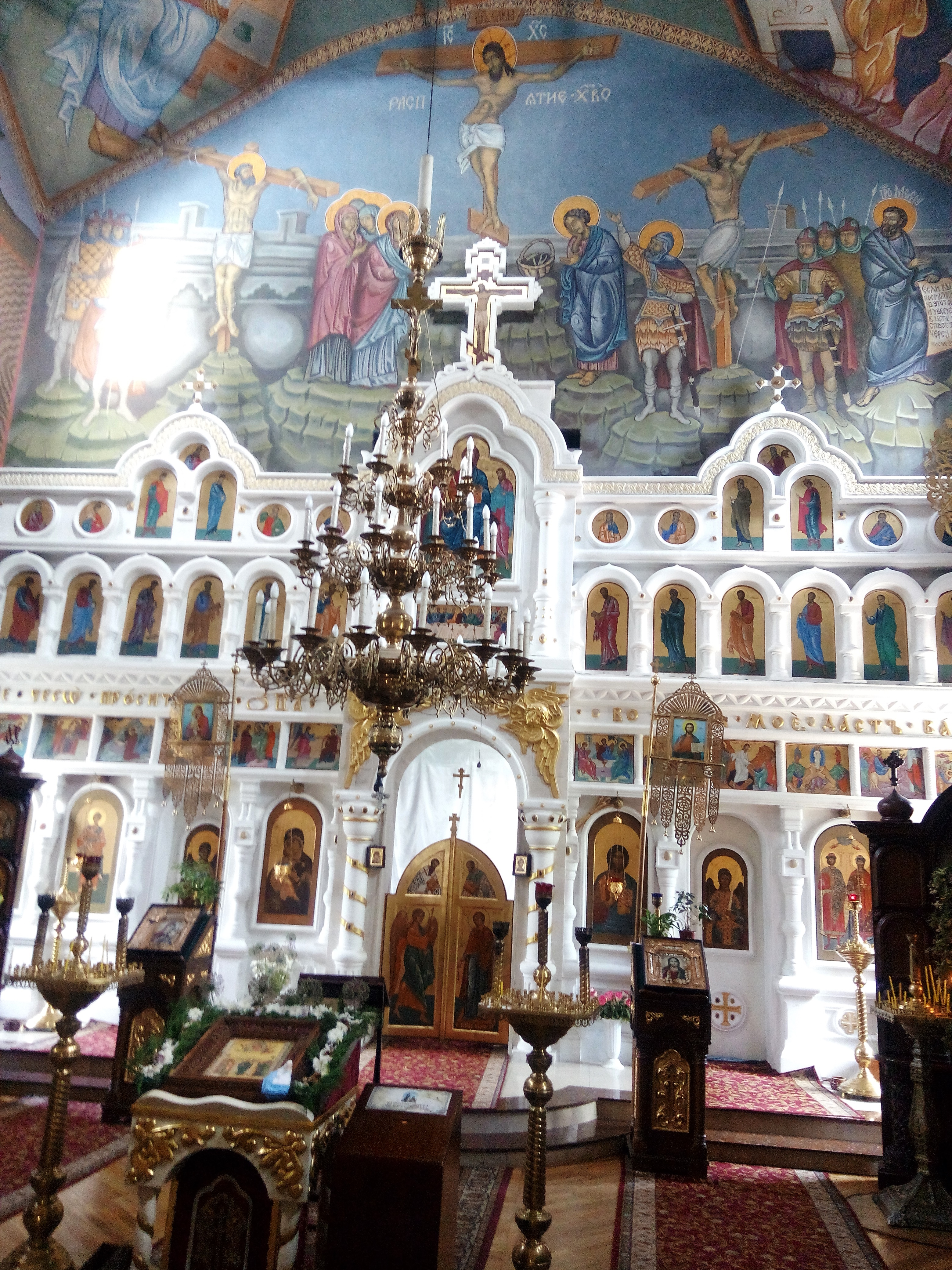
Iконостас

Іконостас був переданий до Вишгорода Покровською церквою після завершення будівництва церкви Бориса і Гліба. Він був встановлений у 1862 році, а у 1884 його було позолочено. Іконостас був триярусним, прямим, з золоченими колонами і різьбленням, та традиційним для православних храмів розміщенням ікон. На правому боці іконостасу була розташована ікона святих Бориса і Гліба у срібній карбованій ризі і з срібними позолоченими коронами, що разом важили близько 5 кг. На краю ризи був поміщений напис: «1808 года сделана сия шата доброхотным делателем, за священника сего вышгородского Борисоглебского храма отца Иоанна Вильковского, мещанином Иваном Атаназевичем, а очищена сия риза и венцы вызолочены усердием киевского гражданина Семена Балабухи и жены его Анны 1838 г. июня 22 дня». На лівому боці був розташований список з Києво-Братської ікони Божої Матері, оригінал якої знаходився в Києво-Братському монастирі, на якому була зображена Божа Матір з позолоченою мідною короною. Ікона була виконана на липовій дошці висотою 1,3 м та шириною 85 см. Також в церкві знаходився давній список з (Володимирської) ікони Божої Матері, яку викрав вночі Андрій Боголюбов з Вишгорода у 1155 році. У верхньому третьому ряду розміщувалось розп'яття на 2,5 м хресті, поряд з яким були зображені Матір Божа і апостол Іоан Богослов.
В іконостасі, біля ікони Бориса і Гліба, розміщувався кіот. В нього було поміщено ікону Ісуса Христа зроблену в грецькому стилі, з пошкодженням лику. За Святим Переданням, це пошкодження своїм списом зробив татарський воїн у 1666 році, після чого із нього потекла кров. А згодом воно стало схоже на рану зроблену на живому тілі, яка загоїлася. Ікону було виконано на липовій дошці висотою 1,3 м та шириною 85 см. У 1818 році до лику була додана позолочена срібна корона, яку пожертвував священник церкви Миколи Притиска, а у 1845 ікону одягнули в срібну ризу, що була пожертвувана жінкою яка приховала своє ім'я.

## Сучасна церква

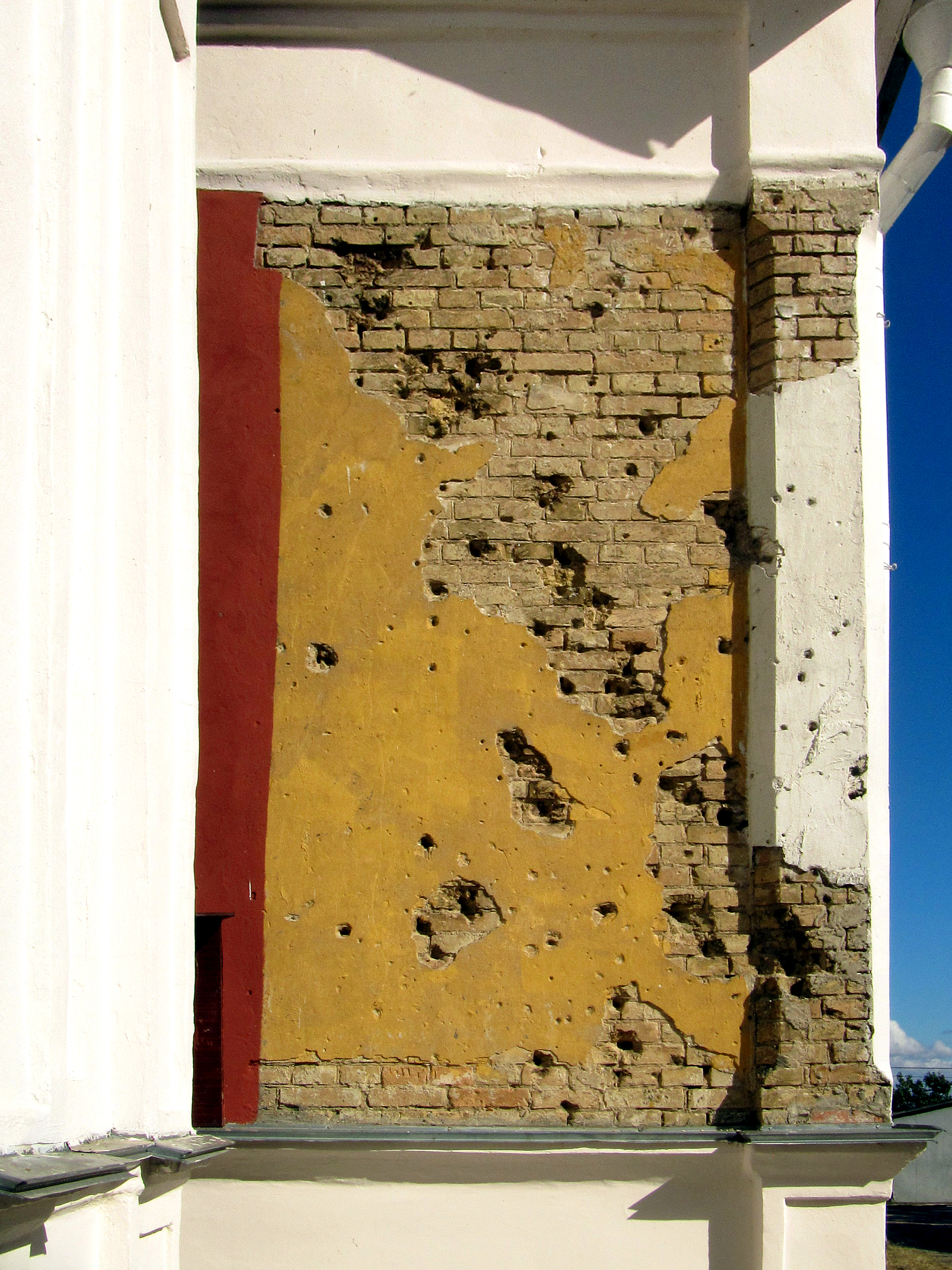
Фрагмент стіни зі слідами боїв 1943 року

### Історія
Після утворення Української РСР церква продовжувала працювати до кінця 1929 року, після чого її було зачинено, а з куполів зняті хрести. 1935 гг.). Восени 1943 року в район Вишгорода вийшли передові частини 1-го Українського фронту. В боях за визволення населеного пункту по храму Бориса і Гліба, в якому закріпилися сили Вермахту, радянською авіацією був завданий бомбовий удар. Після якого храм значно постраждав. Були зруйновані: дах, баня, шатро, а також частково була зруйнована дзвіниця. Крім того згоріли всі дерев'яні частини будівлі, були знищені всі декоративні елементи інтер'єру. Частково зберігся лише фасад з елементами декору. Крім того повністю зруйнованими були будівлі, що розташовувалися поблизу церкви: школа, дім священика тощо.
У 1987 році у храмі знову було дозволено проводити богослужіння. А у 1990 році його було передано Російській православній церкві. У травні 1993 року розпочинається реконструкція церкви. До кінця року дахом була вкрита центральна частина, під якою розміщувався тимчасовий вівтар. Тому богослужіння проводилися лише в цій частині храму, де могло розміститися близько 200 осіб. 23 вересня 1996 року на дзвіницю був встановлений купол. Другий купол був встановлений 22 червня 1998 року. Того ж року вівтар був встановлений на належне місце і були завершені всі оздоблювальні роботи, після чого церква могла вмістити до 500 парафіян.

## Цікавинки
- Поряд з церквою знаходився колодязь, який вважався чудотворним і на початку XIX століття у 1809 році був приблизно 12 аршин (8,5 м) завглибшки. За місцевою легендою в ньому були сховані мощі святих Бориса і Гліба. Одного дня, щоб переконатись — з колодязя вичерпали всю воду, але нічого не було знайдено.[10]